# 张成烨
张成烨（1982年5月20日—），中国冬季两项运动员，吉林通化人。最好成绩为2005年1月在冬季两项世界杯赛意大利站中得到男子20公里追逐赛亚军。2005年2月，在冬季两项世界杯赛奥地利站中得到男子10公里竞速赛第13名，这也是亚洲选手在该项比赛所创造的最好成绩。2010年冬奥会上得到冬季两项10公里竞速赛第32名。